# Renato Pellegrini
Renato Pellegrini (Villa María, Córdoba, ca. 1935 - Buenos Aires, 2015) fue un escritor, novelista y editor argentino. Destacado por haber escrito las dos primeras novelas en Argentina de temática LGBT+, tratada en profundidad, Siranger (1957) y Asfalto (1964).

## Biografía
Pellegrini nació en Villa María, una localidad de la provincia de Córdoba, cerca de 1935. A los dieciséis años, asfixiado por el ambiente sofocante de su ciudad natal, falsificó sus documentos y se escapó para radicarse en Buenos Aires por su cuenta.
En 1956, junto a Abelardo Arias, fundó Ediciones Tirso, con el fin de traducir y publicación novelas europeas y norteamericanas de contenido explícitamente homoerótico, como Roger Peyrefitte, Carlo Coccioli, Henri de Montherlant, Julien Green, Albert Simonin y André Gide. La editorial tuvo problemas con la censura estatal y el escritor Héctor Murena llegó a denunciarla en 1959, desde la célebre Revista Sur, por ser una “editorial especializada en sodomía” que era parte de un proceso mayor de “homosexualización de la sociedad” que, según él, afectaba a la cultura occidental. Describiendo la situación en Argentina, Murena sostenía en aquel entonces que aunque “...en el plano mental se continúa rechazando la homosexualidad, en el profundo nivel instintivo se la acepta, se la celebra incluso”.
En 1955 escribió su primera novela, Siranger, una novela autobiográfica sobre sus padecimientos como migrante interno pobre en las pensiones porteñas, enfermado por los piojos, que constituye también la primera novela argentina en la que la homosexualidad es tratada abierta y profundamente, aunque aún con un tono de culpa. La homofobia generalizada en esa época hizo que la Sociedad Argentina de Escritores le negara la faja de honor que le había sido otorgada y el Premio Anual de la Editorial Kraft, razón por la cual fue editada finalmente por Ediciones Tirso en 1957. Es la primera novela argentina que presenta abiertamente la temática homosexual, fue presentada por Abelardo Arias y Manuel Mujica Lainez, y tuvo una buena recepción entre los críticos.
A fines de la década de 1950 viajó a París, donde tomó contacto con los grupos existencialistas que lo influyeron, y que lo llevarían a publicar tres libros de relatos con sus impresiones de viaje: Por Italia a la buena de Dios, Por España a la buena de Dios y El cantar de París, con María Luisa Rubertino.
En 1964 publicó su segunda novela, Asfalto, la primera novela argentina sobre la relación amorosa y sexual entre hombres, presentada sin culpas ni elementos patológicos, en una época en que el tema era tabú, especialmente en América Latina. La respuesta social fue negativa. Manuel Mujica Lainez, escribió el prólogo pero luego se negó a firmarlo con su nombre. Abelardo Arias, por su parte, no se presentó a la presentación del libro. El sistema judicial arrestó a Pellegrini y le inició juicio atribuyéndole el delito de publicaciones obscenas. Su abogado defensor fue el escritor Juan Jacobo Bajarlía. Pellegrini fue declarado inocente en primera instancia y en la apelación, pero la fiscalía llevó el caso a la Corte Suprema, donde fue condenado a tres meses de prisión, por dos votos contra uno.
Las persecuciones sufridas por Pellegrini y la actitud de muchos de sus amigos y colegas, llevaron a que se alejara de la literatura. La reedición de "Asfalto" y de "Siranger", en 2004 y 2006 respectivamente, renovaron momentáneamente el interés por su obra.
El autor falleció en la ciudad de Buenos Aires en 2015.

## Obras publicadas
- Siranger (1957)
- Asfalto (1964)
- Por Italia a la buena de Dios
- Por España a la buena de Dios
- El cantar de París